# Comté de Sheboygan
Le comté de Sheboygan est un comté situé dans l'État du Wisconsin aux États-Unis. Son siège est Sheboygan. Selon le recensement de 2010, sa population était de 115 507 habitants.